# Plzeňská brána (Beroun)
Plzeňská brána (též Horní brána) se nachází ve středočeském městě Berouně a je součástí zdejšího městského opevnění. Stojí západně od náměstí, uprostřed západní strany městského opevnění v Palackého ulici. Díky své výšce sloužila také jako obranná hláska.
Brána je zapsána v Ústředním seznamu nemovitých kulturních památek ČR jako součást berounského opevnění a nachází se na území městské památkové zóny. Ve věži je umístěna expozice Muzea Českého krasu.

## Historie

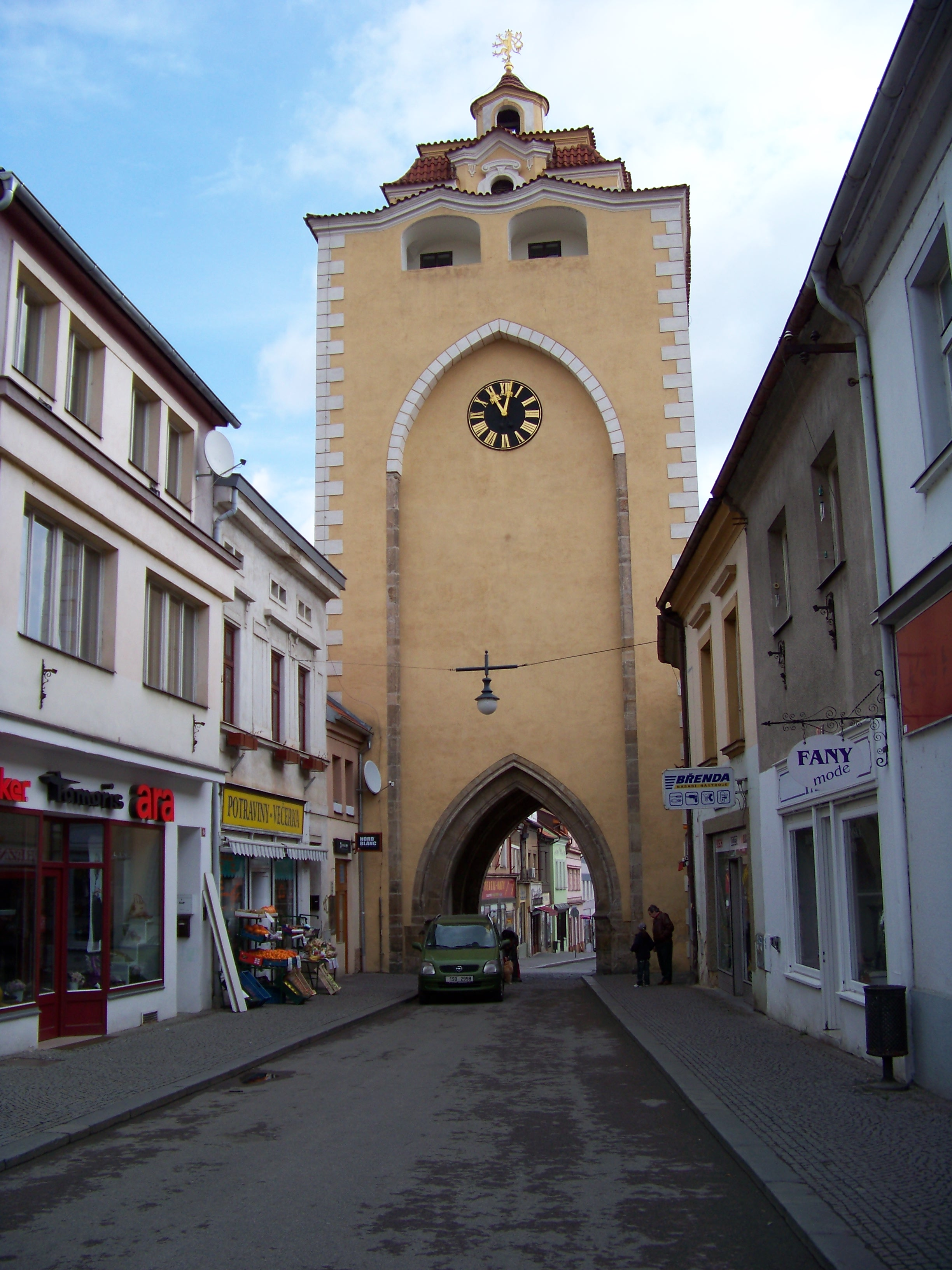
Vnější strana brány

První písemná zmínka o Berouně jako o městě pochází z roku 1294. Součástí jeho opevnění byly i dvě městské věžové brány, starší Pražská a mladší Plzeňská. Plzeňská brána byla postavena počátkem 14. století a sloužila též k ochraně obyvatel proti nepřátelům a k úschově obecních cenností a zbraní.
V 16. století byla brána upravena ve stylu pozdní gotiky. Původní střechu nahradila nová, sedlová, přibyl ochoz s cimbuřím a dřevěné podsebití s nárožními arkýři. V roce 1508 dostaly věžní hodiny 24hodinový ciferník a hřeben střechy byl opatřen věžičkou se zvony hodin takzvaného českého orloje. Před bránou rovněž vzniklo pravoúhlé předbraní se střeleckými ochozy. Bylo odstraněno v polovině 19. století.
V roce 1599 při požáru města byla brána poškozena ohněm a následně opravena. Při dalším požáru v roce 1735 vyhořela a došlo k poškození hodin a zvonů. 
V letech 1736–1737 prodělala brána barokní rekonstrukci. Získala baňatý krov střechy s lucernou. Český orloj byl nahrazen německým (se dvěma ciferníky). Tuto úpravu provedl berounský hodinář F. Gärtner. Přibyl též obraz Smrtonoše s kosou a latinský chronogram.
Plzeňskou branou procházela do roku 1842 hlavní komunikace z Plzně do Prahy, proto se zde do roku 1752 vybíralo královské clo.
V letech 1784, 1846 a 1894 prošla brána dalšími úpravami. V roce 1876 byla opatřena sgrafitovou dekorativní výzdobou, která byla později nahrazena obrazem pražského malíře Viléma B. Preise Chronos a Moira.

## Popis

### Exteriér
Půdorysné rozměry brány jsou 10,3 × 9,3 metru, přičemž síla zdi činí 2,3 metru. Dříve se zavírala dvoukřídlými vraty, která na vnější straně ještě posilovala padací mříž. 
Dnešní podoba brány pochází z roku 1896. Gotické prvky si zachovala pouze dolní část brány, horní část je výsledkem barokní přestavby a následných úprav.   
Přízemí tvoří průjezd zaklenutý valenou klenbou se dvěma hrotitě lomenými portály s profilovaným ostěním. V klenbě je obranný kruhový otvor a v průjezdu vstup do brány vybudovaný v 19. století. Hluboký výklenek, který se nachází na venkovní jihozápadní straně věže, sloužil jako prostor pro vyzdvihování padací mříže.
Východní průčelí brány zdobí kromě obrazu Chronos a Moira nápis Všeho do času, Pán Bůh navěky. (Tento nápis byl v roce 1961 odstraněn, na věž se vrátil po roce 1968). Nachází se zde též ciferník věžních hodin a nad průjezdem městský znak. Střechu věže tvoří barokní helmice zakončená malou věžičkou.

### Interiér
Do brány se původně z obranných důvodů vstupovalo z městských hradeb, v pozdější době z půdy přilehlého domku. Až teprve koncem 19. století se přistoupilo k výstavbě vřetenového schodiště, jímž se dnes vystupuje do prvního patra z jihovýchodního boku věže. Do horních částí brány se, stejně jako dřív, vstupuje po původním středověkém schodišti v síle zdiva.
První i druhé patro brány je zaklenuto valenou klenbou. Ve druhém patře jsou umístěny věžní hodiny s ciferníky do obou stran průjezdu. Podlaží osvětluje okno na jihovýchodní straně. Ve třetím patře se nacházel byt pověžného neboli strážného, k jehož povinnostem patřilo bít každou hodinu na cimbál a každou čtvrthodinu zapískat na píšťalku (tato funkce byla zrušena v polovině 20. století). Křížová klenutá prostora je opatřena třemi okny a vytápěla se kamny.

## Expozice
Ve valeném prostoru v prvním patře, kde se zachovaly architektonické prvky brány a berounského opevnění, je umístěna historická expozice města Berouna. Expozice obsahuje kopii celého plánu Plzeňské brány, dobové kresby s námětem Berouna a obrazové rekonstrukce středověkých berounských hradeb. Nacházejí se tu i pozůstatky (architektonické fragmenty) z dominikánského kláštera z roku 1421, kdy od husitské vojsko Jana Žižky dobylo město.
Třetí, nově zrekonstruované patro, původně byt pověžného, je věnováno královským privilegiím. Je zde vystaveno šest barevných fotografii těchto privilegií, jichž je celkem dvanáct. Ve fondech státního Berounského archivu jsou uchovány originální listiny, které však nejsou veřejně přístupné. Expozici doplňuje kopie soupisu obyvatel, kteří žili ve městě Berouně. V něm se dochovaly seznamy všech profesí a jednotlivé občanské majetky. Návštěvníci si mohou dále prohlédnout mechanismus starých hodin a pokochat se výhledem z okna na město.

## Galerie

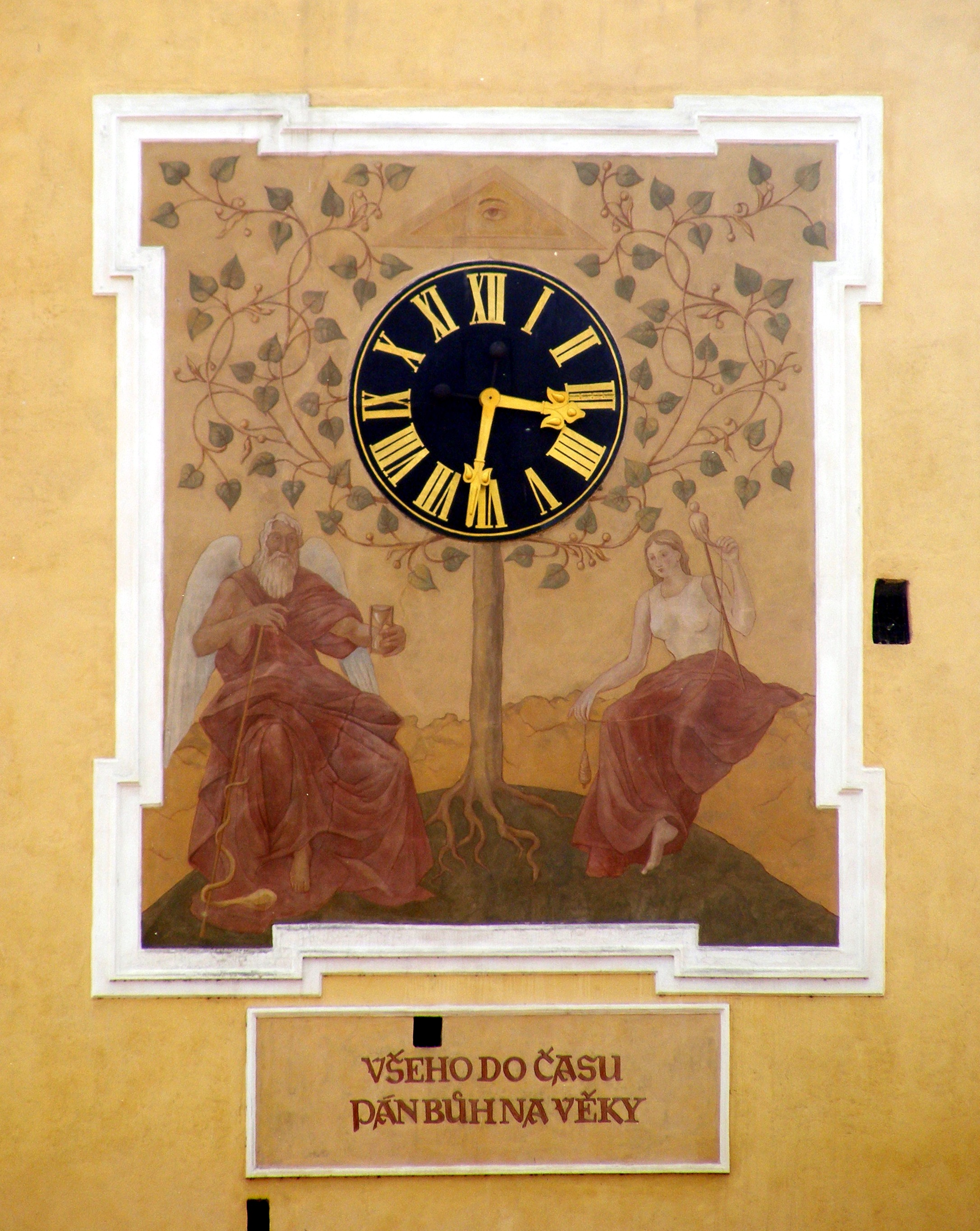
Malba s nápisem
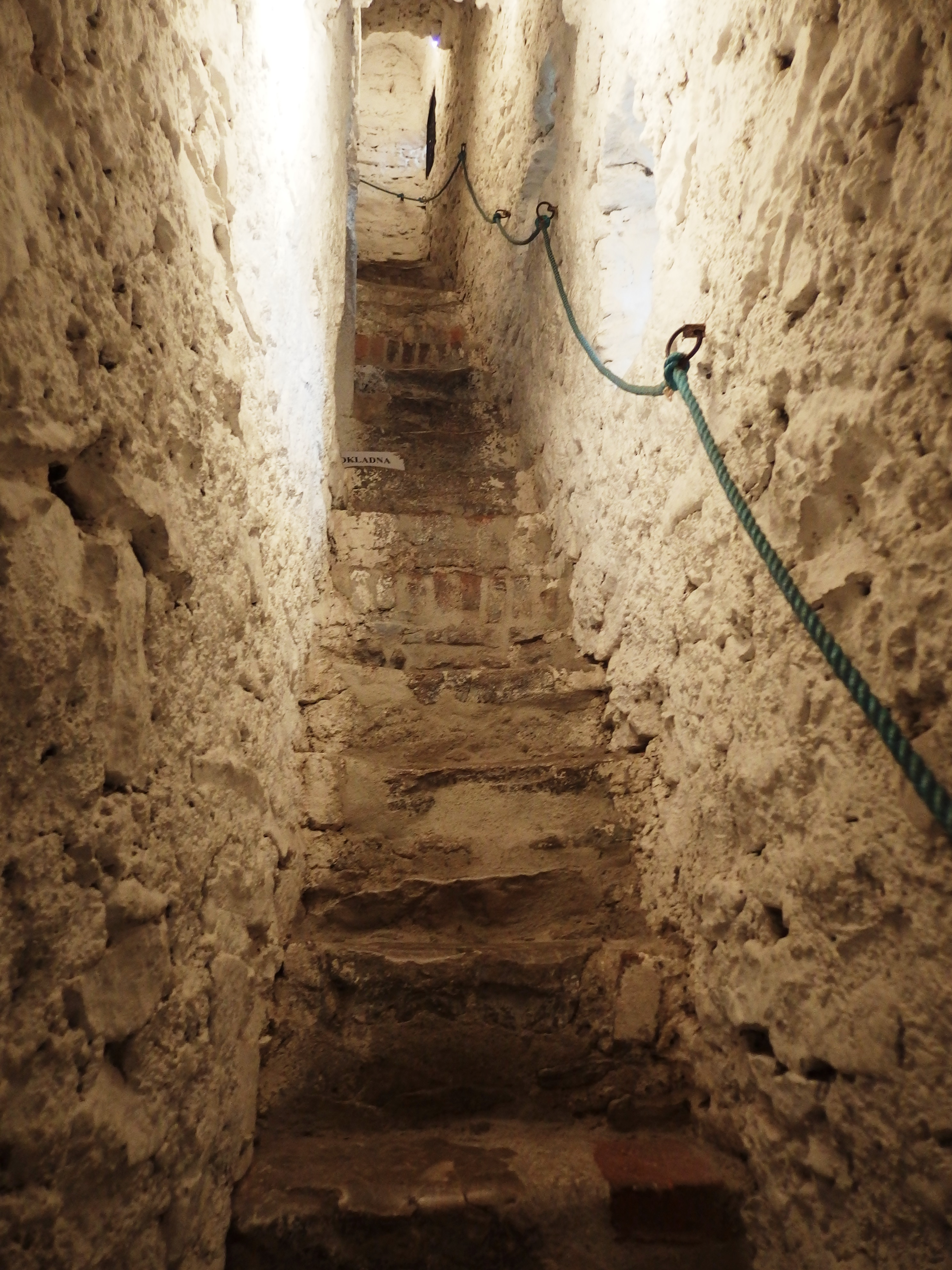
Schodiště
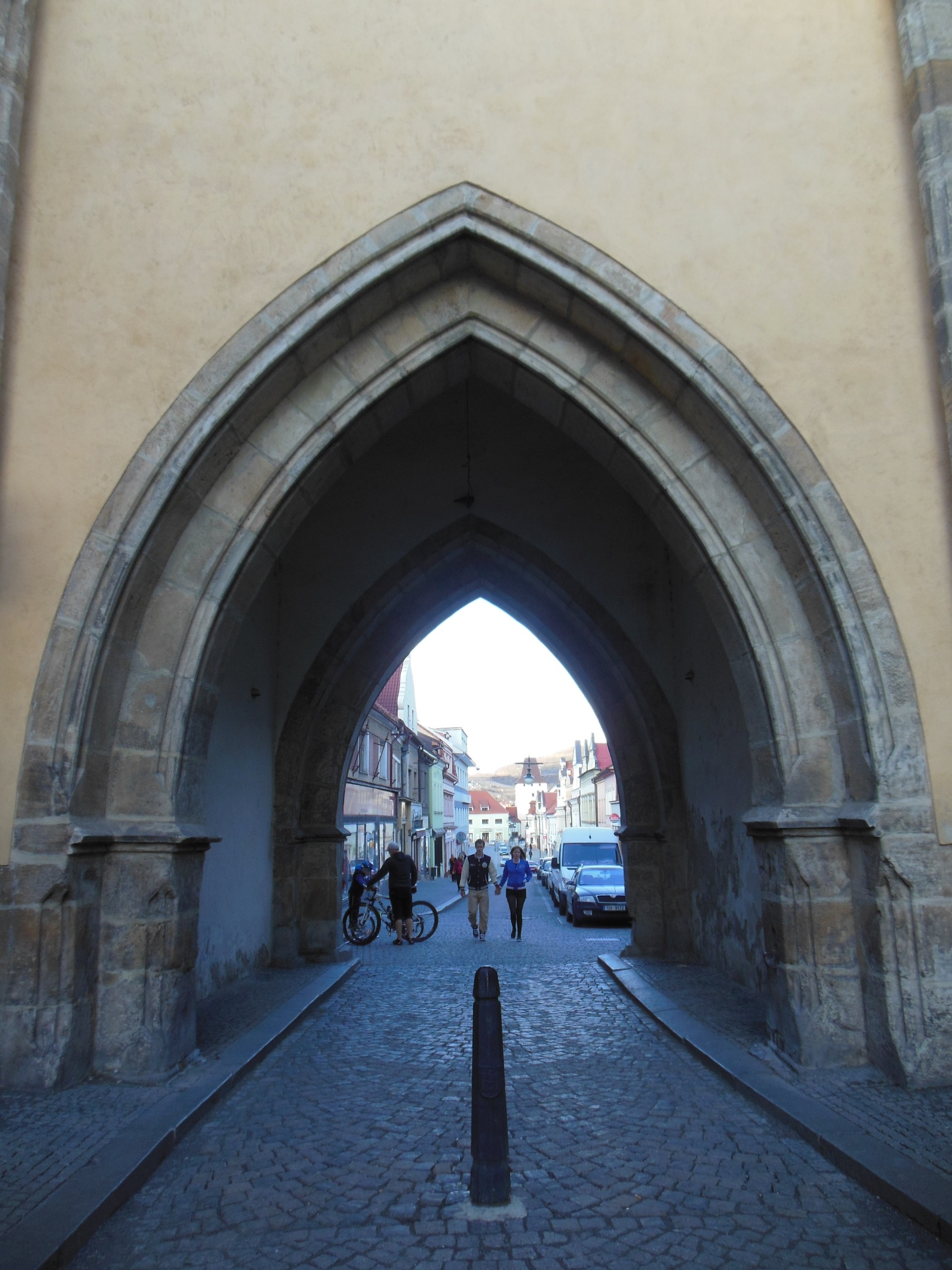
Průjezd
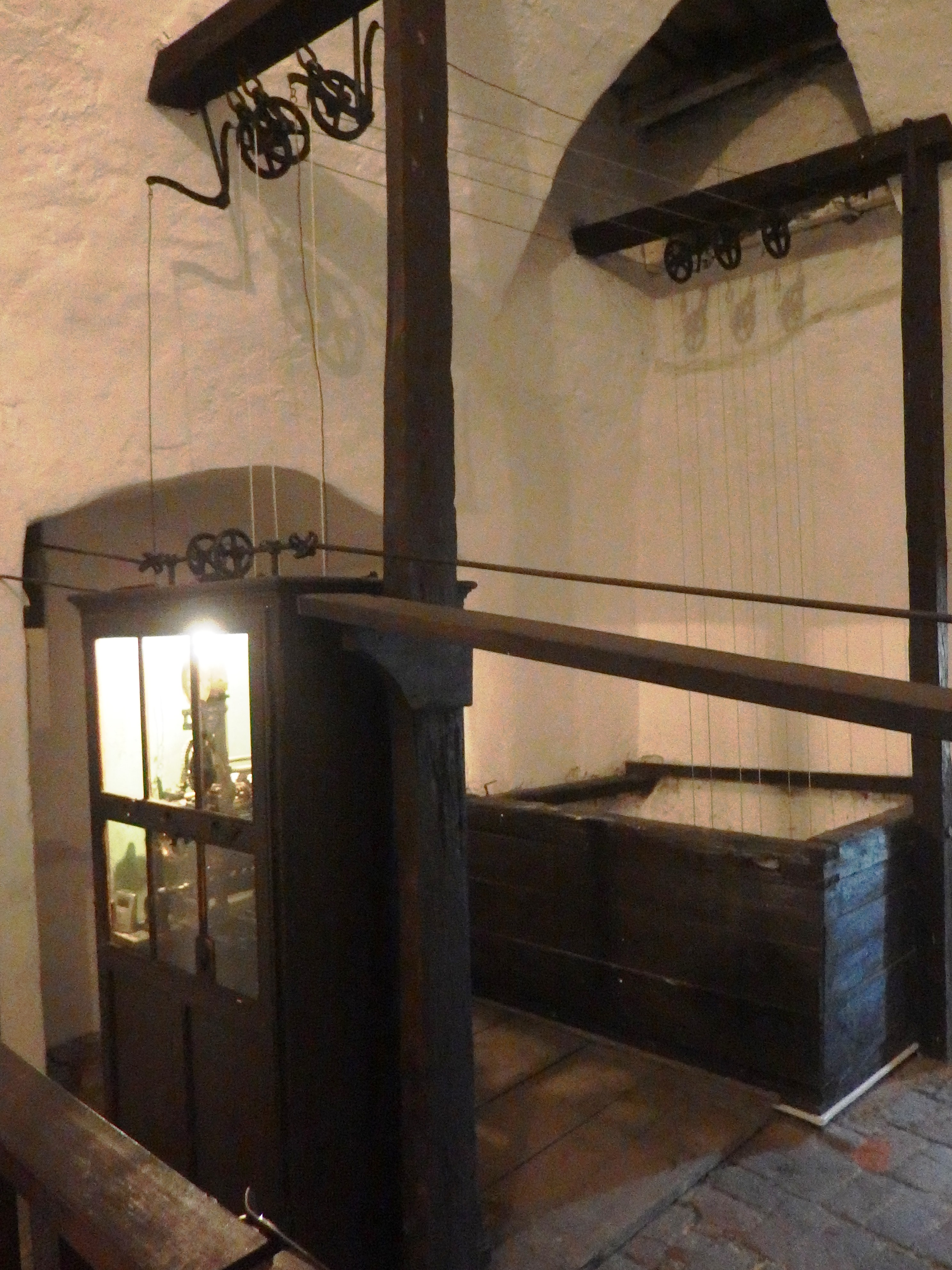
Hodinový stroj
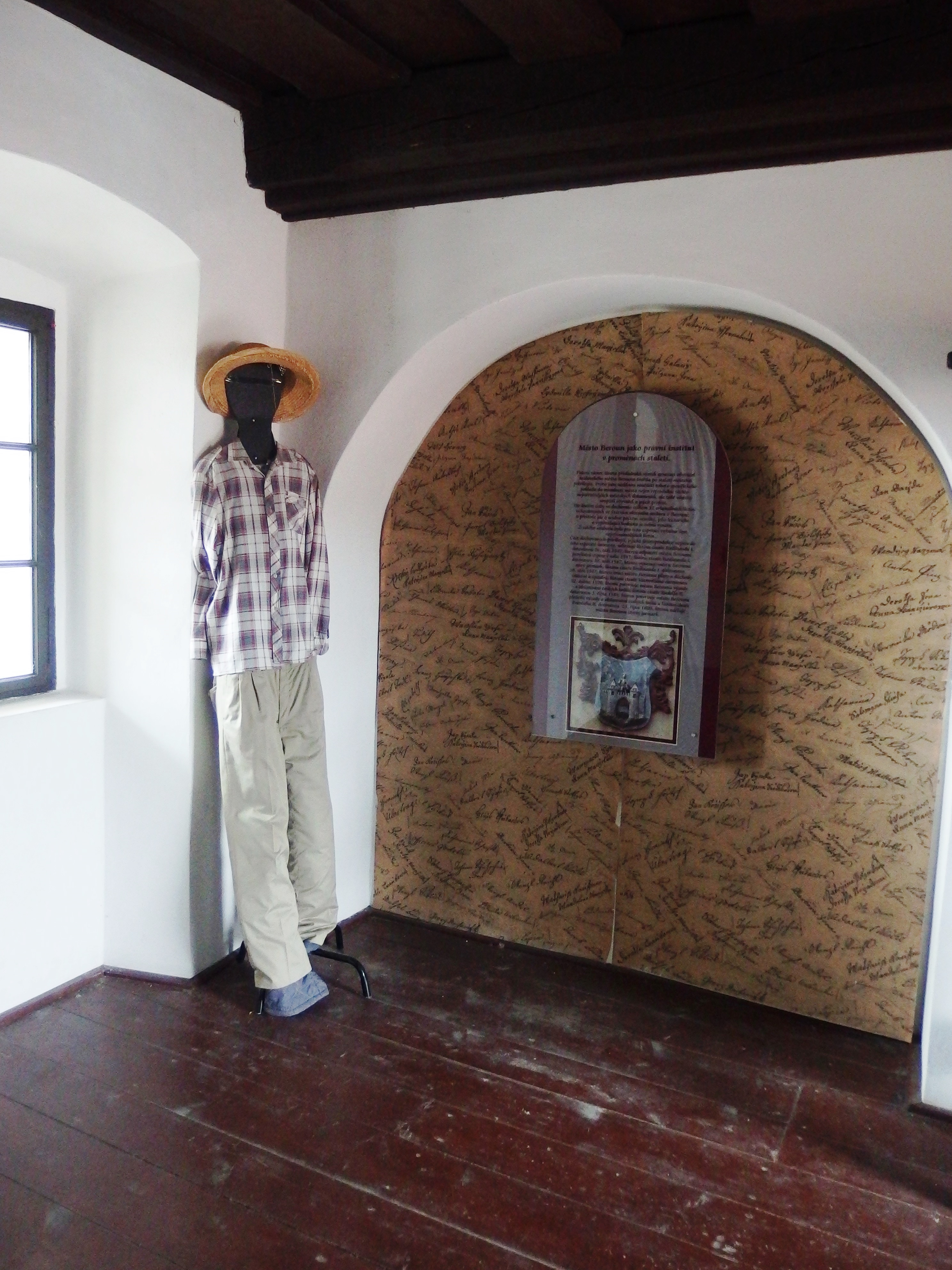
Expozice
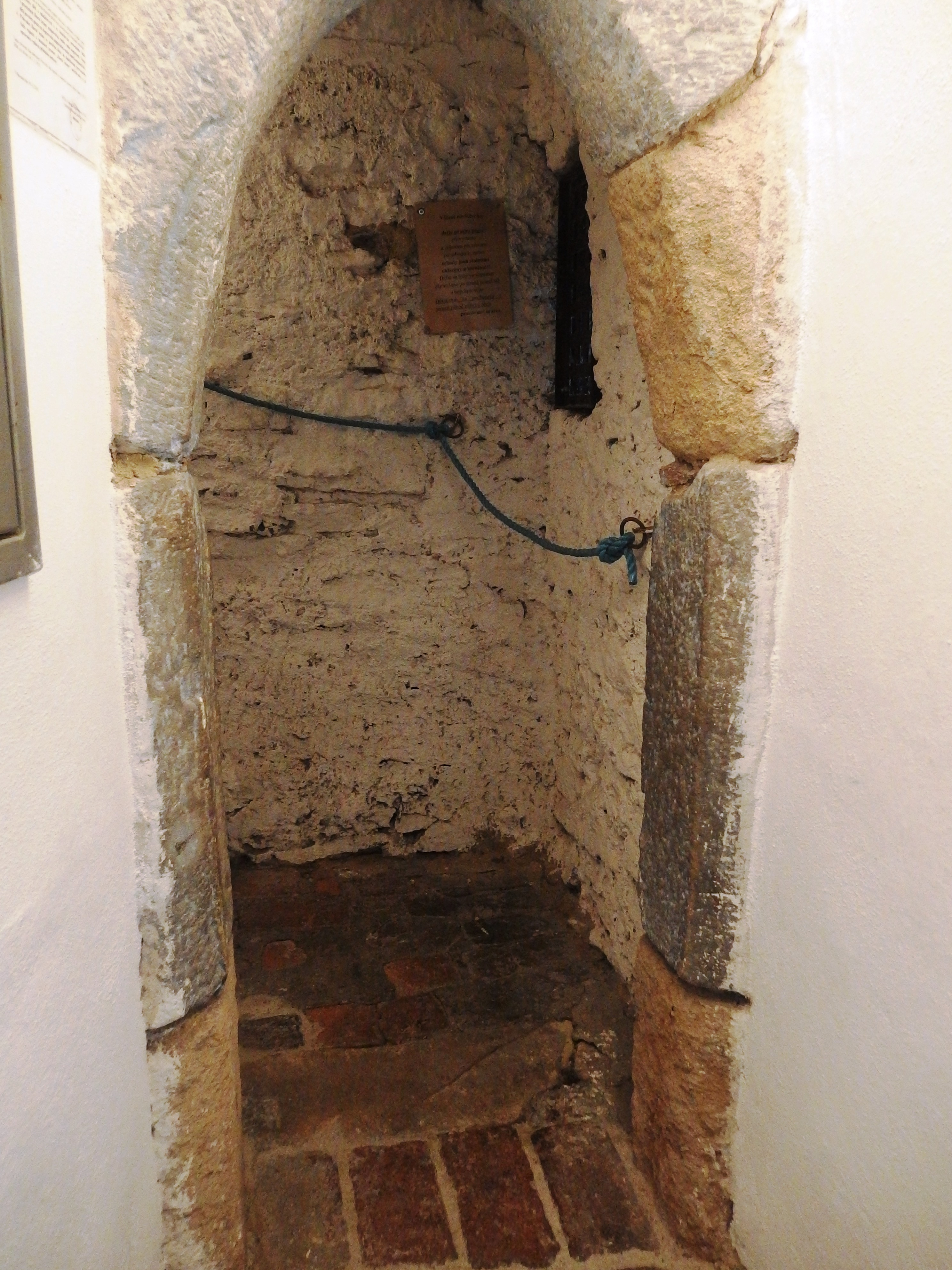
Portálek v interiéru